# Stronsdorf (Herrschaft)
Die Herrschaft Stronsdorf war eine Grundherrschaft im Viertel unter dem Manhartsberg im Erzherzogtum Österreich unter der Enns, dem heutigen Niederösterreich.

## Ausdehnung
Die Herrschaft umfasste zuletzt die Ortsobrigkeit über Stronsdorf, Patzmannsdorf, Wulzeshofen, Oberschoderleh, Unterschoderleh und Stronegg. Der Sitz der Verwaltung befand sich im Schloss Stronsdorf.

## Geschichte
Letzte Inhaberin der Allodialherrschaft war Maria Theresia Gräfin Hardegg-Glatz (1770–1849), geborene Gräfin Kolowrat-Krakowsky. Mit den Reformen 1848/1849 wurde die Herrschaft aufgelöst.